# Ushi Says: Hi!
Ushi Says: Hi! is een Nederlandse film van Wendy van Dijk, uitgebracht op 30 november 2001.

## Plot
In elke aflevering interviewt de Japanse Ushi (うし) een beroemdheid. In gebrekkig Engels stelt ze zeer vreemde en meestal tè persoonlijke vragen die opperste verwarring, verlegenheid en schaterlach teweegbrengen. Gesprekken met Dennie Christian, Boris Dittrich, The Weathergirls, Adele en Donny Osmond zijn te zien op deze band. Op deze band treft u naast deze interviews nog veel meer memorabele gesprekken aan, die Ushi op haar onnavolgbare wijze heeft gevoerd. Tevens bevat deze band een aantal andere fragmenten die nooit eerder op tv zijn vertoond.